# 福岡青年会議所
一般社団法人 福岡青年会議所（いっぱんしゃだんほうじんふくおかせいねんかいぎしょ）は、一般社団法人。

## 概要
- 所在：福岡県福岡市博多区築港本町13-6　ベイサイドプレイス博多C棟3F

## 沿革
- 1953年（昭和28年） - 結成。
- 1958年（昭和33年） -青年会議所全国大会を開催
- 1965年（昭和40年） -経済団体連絡会議開催
- 1970年（昭和45年） -JCI福岡コンファレンス開催　参加19カ国、参加数2,300人
- 1977年（昭和52年） -第26回全国会員大会を開催
- 1989年（昭和64年） -日本青年会議所全国大会、第1回「アジア太平洋こども会議・イン福岡」開催
- 1999年（平成11年） -日本青年会議所に松山政司会頭を輩出
- 2003年（平成15年） -50周年記念提言「よかばいふくおか」
- 2004年（平成16年） -JCI世界会議福岡大会を開催
- 2008年（平成20年） -福岡ＪＣ55周年記念提言「60周年への展望」を発表
- 2009年（平成21年） - (社)日本青年会議所九州地区協議会「九州地区大会2009in福岡」開催
- 2011年（平成24年） -福岡フォーラム2011開催
- 2013年（平成26年） -６０周年記念事業「ＨＡＫＡＴＡ　ＳＡＫＵＲＡ２０１３」開催

- 2016年（平成29年）  - 福岡市内の小学生と海外こども大使（APCC参照）約500人による国際交流事業「とびうめiee」を東区｜西戸崎小学校にて開催

- 2019年（令和元年）  - IR（統合型リゾート）の福岡市への誘致を求める提言書を経済団体や同市に提出する方針表明
- 2019年（令和元年）  -福岡にてG20YEAを開催
- 2020年（令和2年）   -新型コロナウィルスの感染拡大により活動を自粛する中、有志による「スマイルマスク運動」や「ドライブスルーふくおか」などを実施

## 関連人物
- 中村量一（第35代理事長）
- 松山政司（第44代理事長）
- 稲尾和久（OB・1977年卒）